# Ignatius Baffour-Awuah

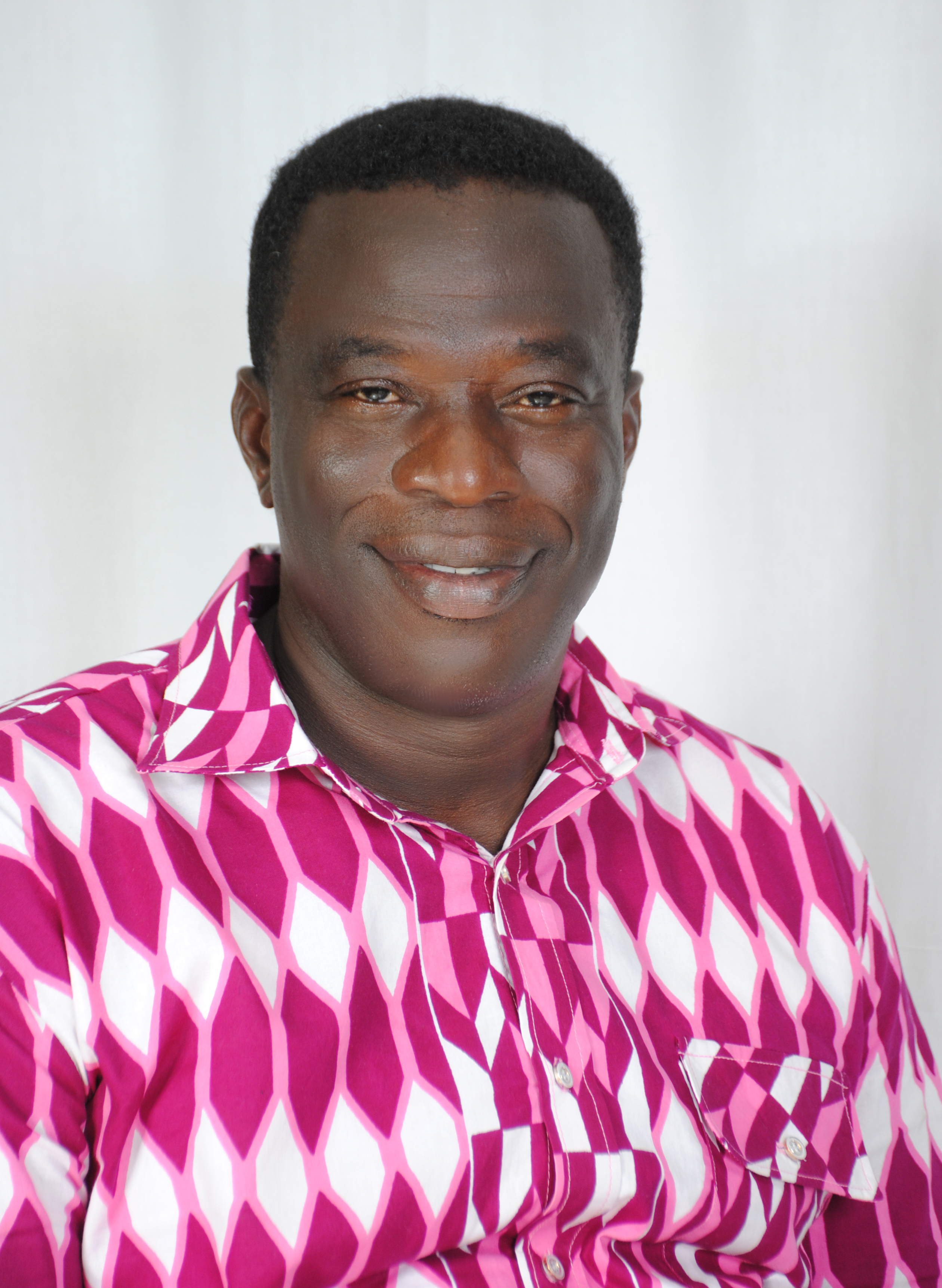
Ignatius Baffour-Awuah, 2016

Ignatius Baffour-Awuah (* 24. August 1966 in Okyerekrom) ist ein ghanaischer Politiker.
Er gehört der New Patriotic Party an und war von 2006 bis 2009 Mitglied der Regierung als Regionalminister für die Brong Ahafo Region in Ghana.